# Панкратов, Василий Семёнович
Василий Семёнович Панкратов (26 декабря 1864, село Алексеевское Тверской губернии — 5 марта 1925, Ленинград) — российский политический деятель.

## Биография
Происхождение и образование
Партийная карьера
В начале 1880-х годов входил в народовольческие рабочие кружки в Петербурге, Москве, Ростове и других городах. Активно вёл пропаганду среди рабочих. В 1883 году вместе с Мартыновым и Петром Антоновым состоял членом боевой дружины партии «Народная воля».
В марте 1884 был арестован в Киеве. При аресте оказал сопротивление, ранив (по другим сведениям — убив) жандарма. Был приговорён к 20 годам каторги и отправлен в Шлиссельбургскую крепость. По амнистии 1896 года срок его каторги был сокращён на одну треть, в 1898 был освобождён из крепости и отправлен в ссылку в Якутию.
В 1903 вступил в партию эсеров. Участвовал в Декабрьском вооружённом восстании в Москве. В 1907 был вновь выслан на 5 лет в Якутск. В мае 1909 на V совете партии был избран в ЦК ПСР. В 1912 вернулся в Петербург.
В 1917 активно участвовал в политической жизни. Во время июльского восстания большевиков вместе с Григорием Алексинским 5 (18) июля в газете «Живое слово» опубликовал статью под заглавием: «Ленин, Ганецкий и Ко — шпионы!», указывавшую на связь большевиков с немцами.
В 1917 — член ЦК Всероссийского крестьянского союза, участник Государственного совещания. Был избран во Всероссийское учредительное собрание от якутского избирательного округа по эсеровскому списку. Выдвигался в Учредительное собрание также в Тобольском округе.
С 1 сентября 1917 по 26 января 1918 состоял комиссаром Временного Правительства при Отряде особого назначения, охранявшем находившегося в Тобольске Николая II и его семью.
В 1918 году участвовал в Уфимском государственном совещании. Поддержал приход к власти адмирала Колчака, за что был исключён в ноябре 1919 из партии социалистов-революционеров. По свидетельству Г. К. Гинса, Панкратов принадлежал к «государственно мыслящим» элементам ПСР и с искренней болью воспринял известия о том, что в январе 1919 группа эсеров-учредиловцев во главе с Вольским призвала прекратить борьбу с большевиками и выступить против Колчака. Входил в Омский блок, поддерживавший Колчака. Участвовал в работе Государственного экономического совещания в Омске.
После окончания гражданской войны жил в Ленинграде. В 1922 в письме во ВЦИК протестовал против применения смертной казни к руководителям ПСР. Член Общества политкаторжан и ссыльнопоселенцев.
Умер в 1925 году. Похоронен на Литераторских мостках.
Автор воспоминаний https://lastromanovs.blogspot.com/2015/04/V-S-Pankratov-S-carem-v-Tobolske.html

## Образ в кинематографе
- 1971 — «Николай и Александра», США. В роли Василия Панкратова Стивен Беркофф.

В 7-й серии телесериала «Гибель империи» изображена сцена передачи Василию Панкратову компрометирующих материалов на большевиков с целью их последующей публикации.

## Сочинения
- Жизнь в Шлиссельбургской крепости. — [Женева] : тип. Партии социалистов-революционеров, 1902. (Переиздания — Берлин : Г. Штейниц, 1904; Москва : Молодая Россия, 1906; Петроград, 1922. с комм. Р.М. Кантора)
- К процессу 12-ти 1884 г. в Киеве. // Былое. 1907. №2. С. 297 - 312.
- Среди рабочих в 1880-84 гг. — [Женева] : тип. Партии социалистов-революционеров, 1905. (Переиздание — Москва : Молодая Россия, 1906.)
- Кому верить? : [К выборам в Учредительное собрание]. — Петроград : т-во Р. Голике и А. Вильборг, 1917.
- Кому же мы протягиваем руку? — Петроград : Нар. власть, 1917.
- С царём в Тобольске. — Л.: Издательство Былое, 1925. — 88 с.(Переиздание - Москва: СП Слово, 1990. - 64 с.)